# Karl Bushby
Karl Bushby, né le 30 mars 1969, est un aventurier britannique, ancien parachutiste de l'armée britannique. Il tente actuellement d'être la première personne à faire un tour du monde ininterrompu à pied. Il a nommé cette expédition The Goliath Expedition (en français : l'expédition de Goliath).

## Les débuts de sa vie
Karl Bushby est né le 30 mars 1969 à Hull, en Angleterre. Il rejoint l'armée Britannique à 16 ans où il a servi 3e bataillon de parachutistes durant 11 ans.

## Goliath Expedition
La Goliath Expedition est le tour du monde à pied commencé par Karl Bushby. Ce trek part de Punta Arenas au Chili, jusqu'à sa maison à Kingston upon Hull, en Angleterre, soit environ 58 000 kilomètres (36 000 miles). Il a commencé son voyage le 1er novembre 1998 et espère alors arriver à destination en 2014.
En mars 2006, Bushby et l'aventurier français Dimitri Kieffer ont franchi le détroit de Béring à pieds. Ils ont traversé une section gelée de 90 kilomètres de long en quinze jours.
Karl Bushby a écrit sur son expédition un livre, Giant Steps, dont la première édition est parue en 2005.